# Heilig Kreuz (Kreuzpullach)

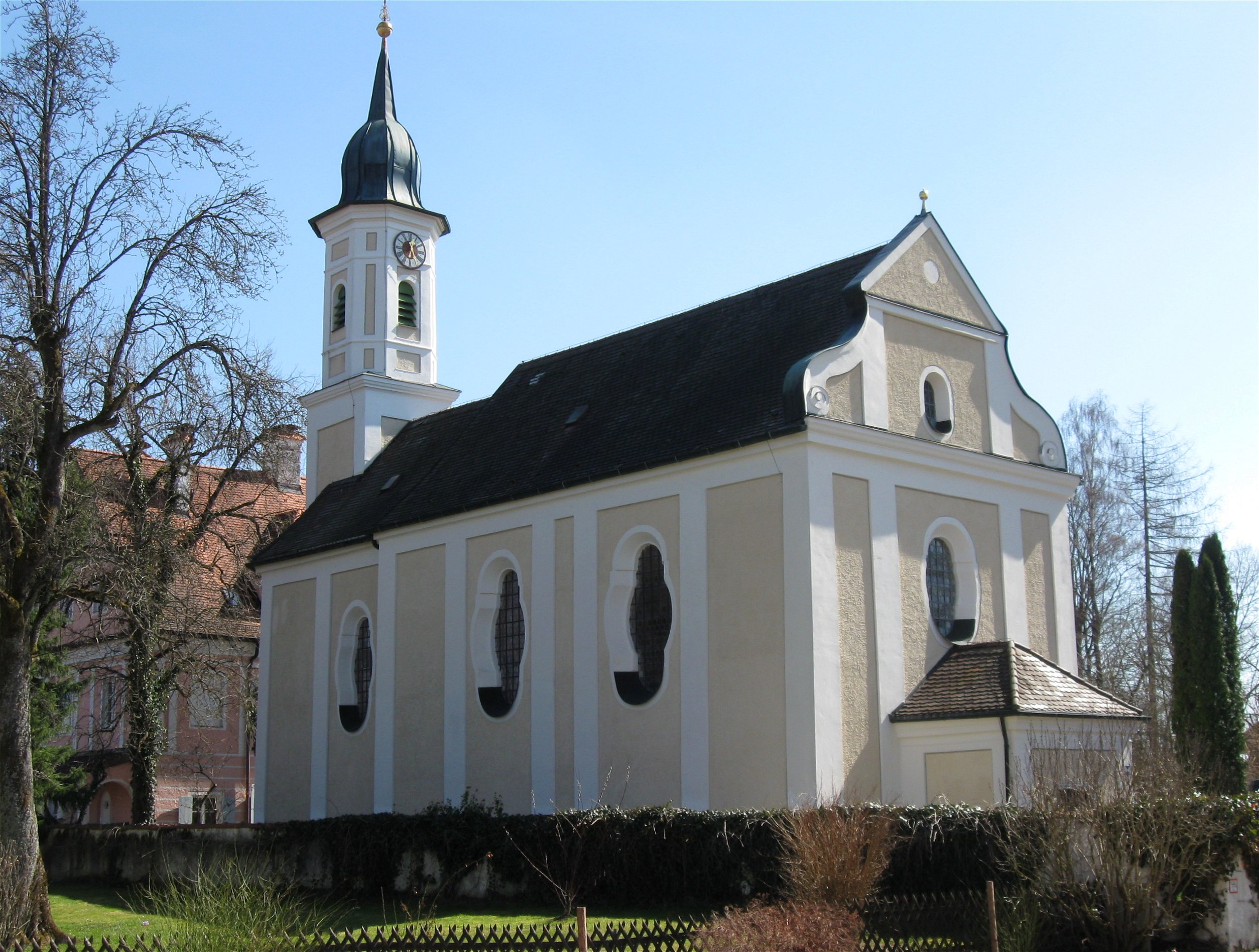
Heilig-Kreuz-Kirche

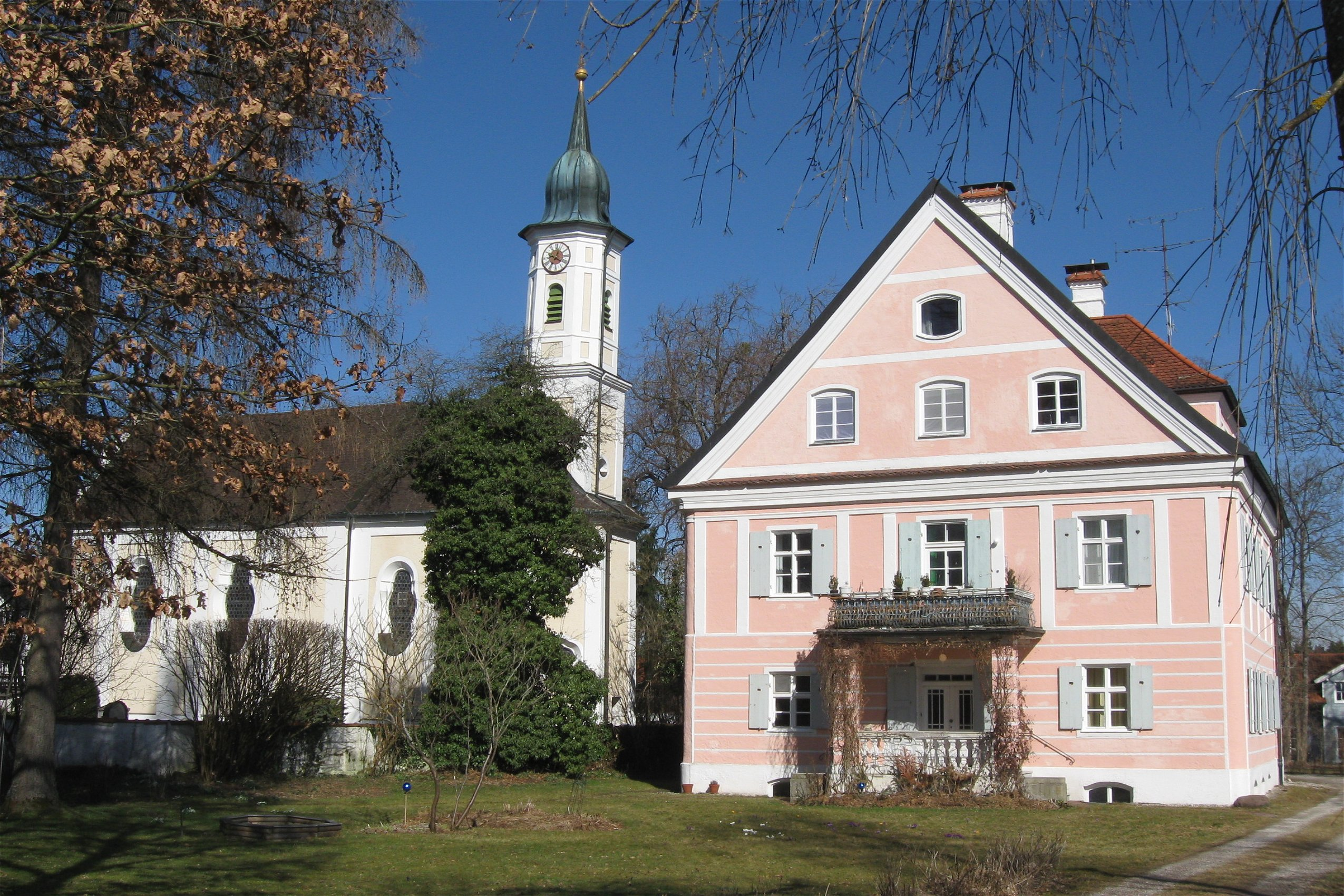
Kirche und Benefiziatenhaus

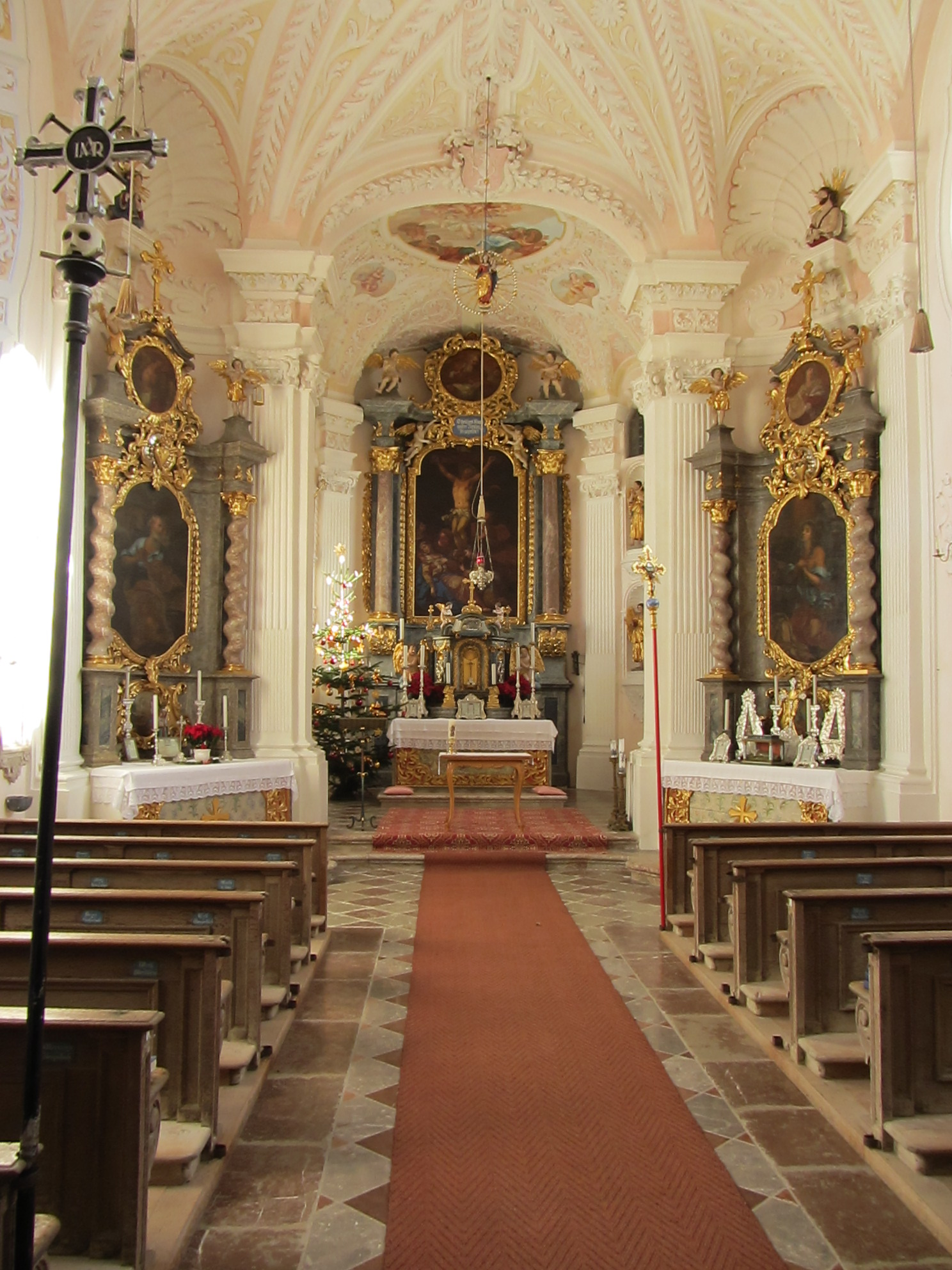
Innenansicht

Die Heilig-Kreuz-Kirche in Kreuzpullach (Gemarkung Oberbiberg der Gemeinde Oberhaching im Landkreis München) ist eine um 1709/10 an der Stelle eines bereits 778 urkundlich genannten Vorgängerbaus errichtete Wallfahrtskirche. Die Kirche im Stil des bayerischen Spätbarock gehört als Filialkirche zur Pfarrei St. Bartholomäus in Deisenhofen. Die Wallfahrt findet noch in Form eines Bittgangs um das Fest Kreuzauffindung (3. Mai) statt.

## Bau

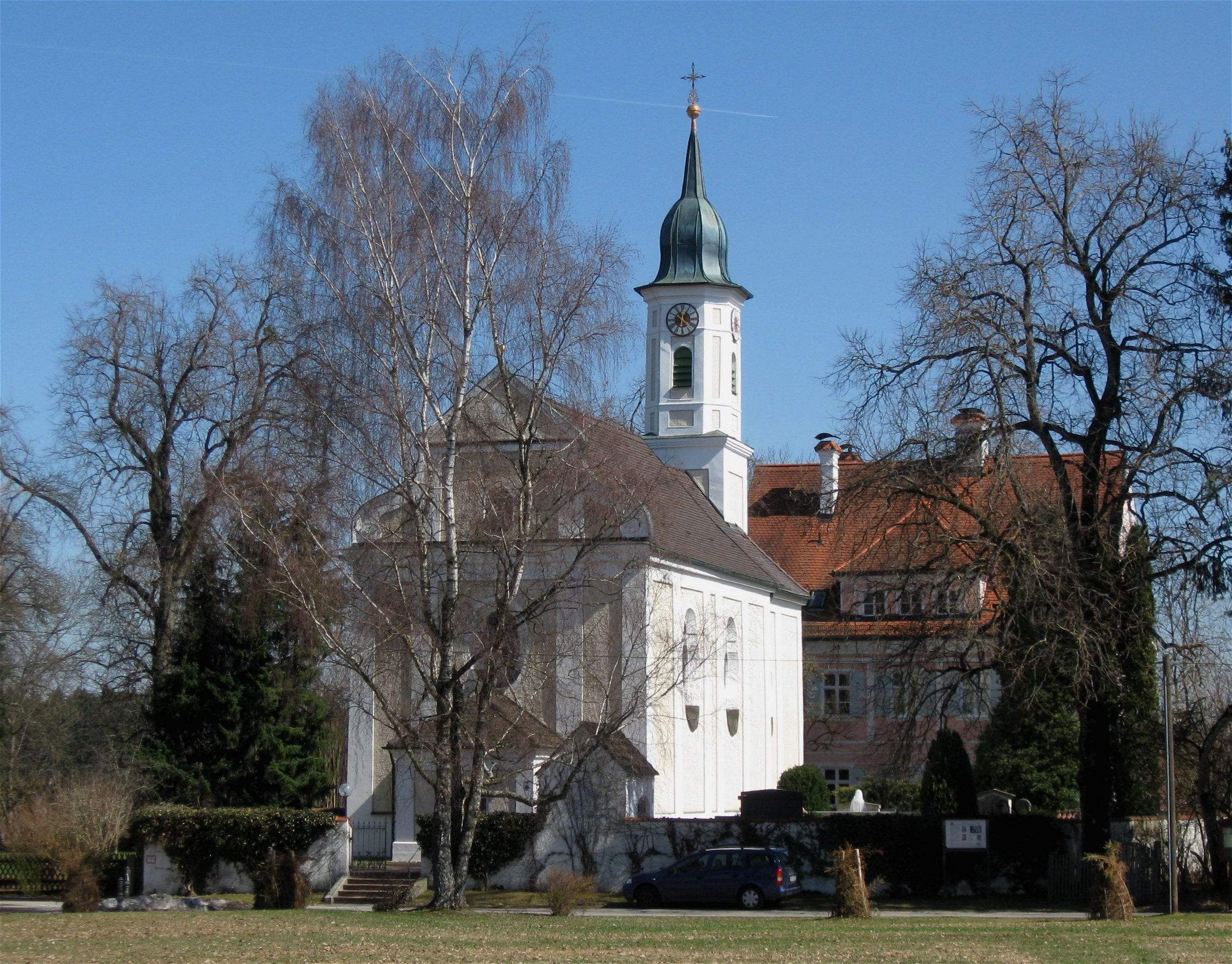
Kirche mit Benefiziatenhaus

Die ab 1993 renovierte Kirche, ein Saalbau mit abgeschrägten, mit Rundnischen versehenen Ecken, die auf der Westseite erst oberhalb der Empore beginnen, einem eingezogenen Chor auf hufeisenförmigem Grundriss und einen in diesen einbezogenen Turm nach Art eines Dachreiters, dessen oberer Teil ein Oktogon bildet, auf dem eine spitz auslaufende Kuppelhaube aufsitzt, wurde von dem Hofmarksherrn von Kreuzpullach, dem Hofkammerrat Petrus von Lehner, gestiftet und von dem Hofmaurerparlier Philipp Jakob Köglsperger d. Ä. (1673–1730) oder von Giovanni Antonio Viscardi (1645–1713) erbaut. Der Innenraum wird durch kannelierte Pilaster gegliedert, die Kompositkapitelle tragen. Der Chor weist Kuppelgewölbe auf, die von Stichkappen geschlossen werden. Das Langhaus wird von einem flachen Tonnengewölbe überwölbt. Die Kirche wird als „durch einen ungewöhnlichen Grundriss, die Baudetails und eine reiche Ausstattung aus den Landkirchen des Gebietes herausragend“ bezeichnet.

## Ausstattung

### Fresken
Die Fresken von Johann Georg Bergmüller zeigen im Chor die Auferstehung Christi, im Langhaus die Himmelfahrt Mariens. Auf der Emporenbrüstung finden sich Darstellungen des Ecce homo, der Kreuztragung und der Kreuzigung (bezeichnet mit JGB 1710, auch als der Münchener Stuckateur Johann Georg Bader gedeutet).

### Stuck
Der Johann Georg Bader zugeschriebene Stuck weist überwiegend stark plastische Blattwerkmotive auf.

### Gemälde
Das Hochaltargemälde stellt die Kreuzigung Christi dar. Es handelt sich um eine Kopie eines früher in der Klosterkirche Tegernsee befindlichen Originals von Johann Carl Loth, das sich jetzt im Stift Garsten (Oberösterreich) befindet. Am nördlichen Seitenaltar ein Gemälde Verleugnung Petri (bezeichnet „Joan Georg Berckmüller, 1710“), am südlichen eine büßende Magdalena.

### Sonstige Ausstattung
Engel mit Leidenswerkzeugen; Kruzifix zwischen Maria und Johannes, geschnitzte Schreingruppe eines Flügelaltars aus dem Vorgängerbau, bezeichnet 1513 und zwei gemalte Altarflügel (um 1470). Wappenepitaph nach 1730.
Auf der Empore im hinteren Teil der Kirche steht ein Orgelpositiv aus der Zeit um 1650 mit folgenden vier Registern: Copel 8′, Fletten 4′, Prinzipal 2′ und Octävel 1′.
Im schlanken Kirchturm hängen zwei Kirchenglocken aus Bronze mit dem Tonabstand einer kleinen Terz:
- Glocke 1 mit einem Durchmesser von 760 mm und einem Gewicht von 280 kg klingt mit dem Schlagton h′. Sie wurde 1954 von Johann Hahn in Landshut gegossen.
- Glocke 2 mit einem Durchmesser von 645 mm und einem Gewicht von 200 kg klingt mit dem Schlagton d″. Sie wurde 1925 von Johann Hahn & Sohn in Landshut oder Bad Reichenhall gegossen.

## Benefiziatenhaus
Östlich der Kirche (und mit dieser eine Baugruppe bildend) liegt das ebenfalls um 1710 als Schlösschen für Joseph Martin Cleer errichtete zweistöckige Benefiziatenhaus, das 1862 teilweise abgebrochen, 1916 umgebaut und ab 1963 außen renoviert wurde. Es besitzt ein steiles Satteldach.

## Trivia
Im Jahre 1989 wurde auf der Weihnachts-CD „Jetzt zünd’t ma d’Kerzen o“ mit Gustl Bayrhammer das Glockengeläut aufgenommen.  Eine längere Szene der Folge 6 (Kastanien aus dem Feuer) der Serie „Okay S.I.R.“ wurde innen gedreht (Youtube).